# Selago barabei
Selago barabei är en flenörtsväxtart som först beskrevs av Mielcarek, och fick sitt nu gällande namn av O.M. Hilliard. Selago barabei ingår i släktet Selago och familjen flenörtsväxter. Inga underarter finns listade i Catalogue of Life.